# Sophomore
Sophomore è il termine che in lingua inglese-americana indica, negli Stati Uniti, gli studenti al secondo anno di studi, sia nelle high school sia nelle università (laddove le matricole del primo anno sono indicate, invece, con il termine freshman). L'uso del sostantivo si può poi estendere, per aggettivazione, a qualificare qualsiasi cosa che si realizzi per la seconda volta, come, ad esempio, un'opera seconda che faccia seguito a un'opera prima (esempio: il secondo album di un gruppo musicale o il secondo film di un regista).

## Uso nello sport
Nello sport, in particolare, indica gli atleti al secondo anno di carriera. Nell'NBA il termine è stato sfruttato per indicare gli sfidanti dei rookie ("reclute") nella partita dell'All-Star Game annuale. Durante questo spettacolo, infatti, al venerdì (giornata inaugurale) si sfidano i giocatori del primo anno (i rookie, appunto) e quelli che lo erano l'anno precedente (i sophomore).

## Scelte di traduzione in italiano
Fernanda Pivano, nel 1952, nel tradurre in italiano This side of paradise (Di qua dal Paradiso), primo romanzo di Francis Scott Fitzgerald, scelse di rendere la parola sophomore con fagiolo, termine derivato dal gergo goliardico che individua come matricole gli iscritti al 1^ anno , fagioli al 2^, colonne al 3^ ed anziani agli anni successivi dell'università: in quel contesto, Fitzgerald usava il termine per riferirsi a studenti universitari del secondo anno (nel caso specifico, il riferimento era all'ambiente dell'Università di Princeton).